# Kent Karlsson
Kent Karlsson (f. 25. november 1945) er en svensk tidligere fodboldtræner, der i to omgange har trænet FC København. 
Som spiller spillede Karlsson først for IFK Eskilstuna, men skiftede til Åtvidabergs FF, hvor han var med til at vinde det svenske mesterskab i både 1972 og 1973. Dette gjorde, at han lev udtaget til Sveriges landshold, der deltog i VM i fodbold 1974 og VM i fodbold 1978.
Som træner var han først træner for IK Brage, IFK Norrköping (som han vandt Allsvenskan med i 1989), Lyngby BK og Örebro SK, inden han for første gang satte sig i trænersædet i FC København i 1997. Han var træner godt et år, inden han blev afløst af Kim Brink. I 2001 blev han udnævnt til ny FCK-træner, da Roy Hodgson smuttede til Udinese Calcio, men få dage efter måtte han træde tilbage af personlige årsager. 
Han har siden været træner for IK Sleipner, Assyriska FF, Åtvidabergs FF, Smedby AIS. Han sluttede trænerkarrieren i 2010 i IK Sleipner.